# Острову-Маре
Острову-Маре (рум. Ostrovu Mare) — село у повіті Мехедінць в Румунії. Входить до складу комуни Гогошу.
Село розташоване на відстані 284 км на захід від Бухареста, 30 км на південь від Дробета-Турну-Северина, 103 км на захід від Крайови.

## Населення
За даними перепису населення 2002 року у селі проживали 1909 осіб.
Національний склад населення села:
| Національність | Кількість осіб | Відсоток |
| -------------- | -------------- | -------- |
| румуни         | 1888           | 98,9%    |
| цигани         | 13             | 0,7%     |

Рідною мовою назвали:
| Мова      | Кількість осіб | Відсоток |
| --------- | -------------- | -------- |
| румунська | 1897           | 99,4%    |
| циганська | 7              | 0,4%     |